# Artilleriewerk Waldbrand

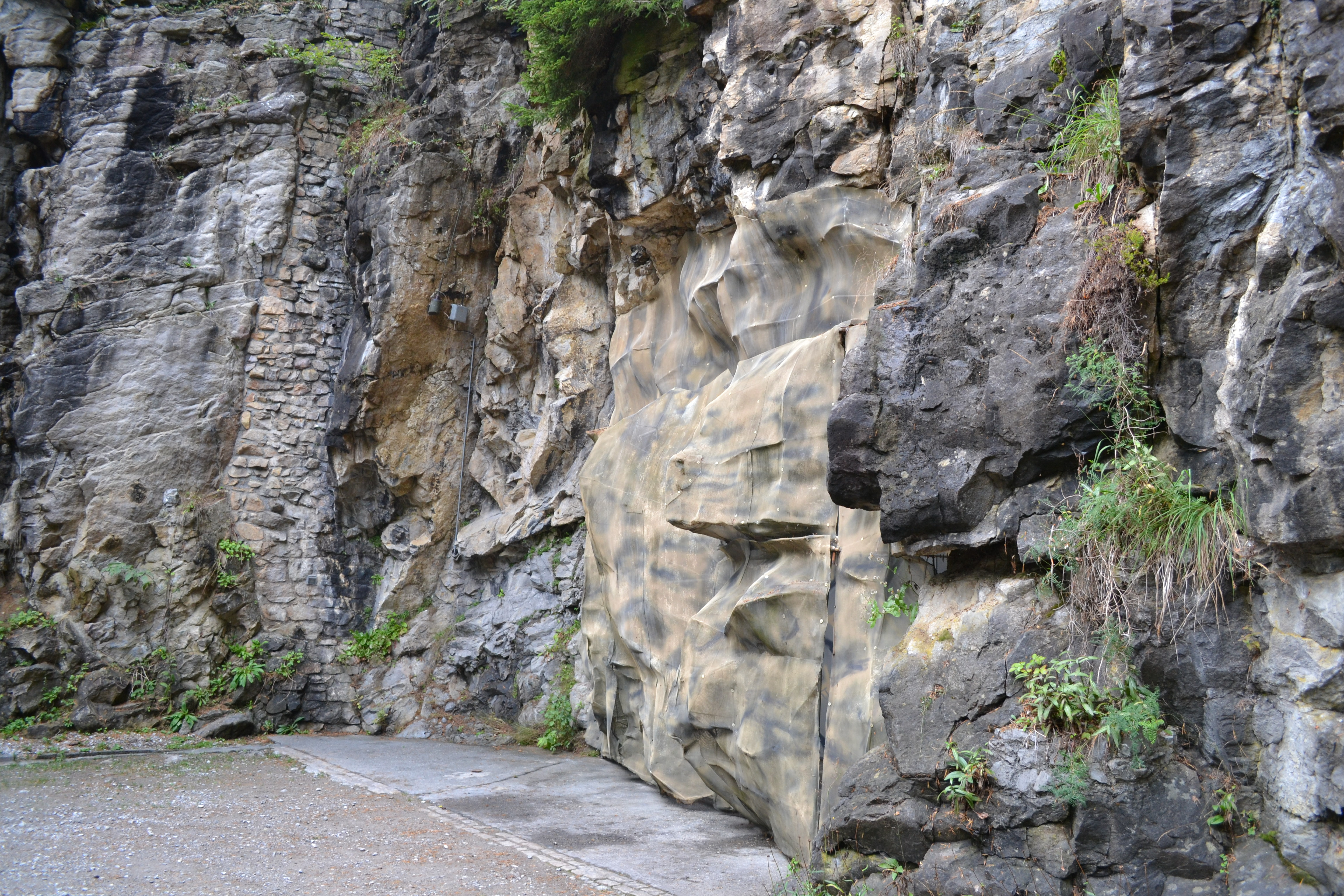
Artilleriewerk Waldbrand, getarnter Eingang

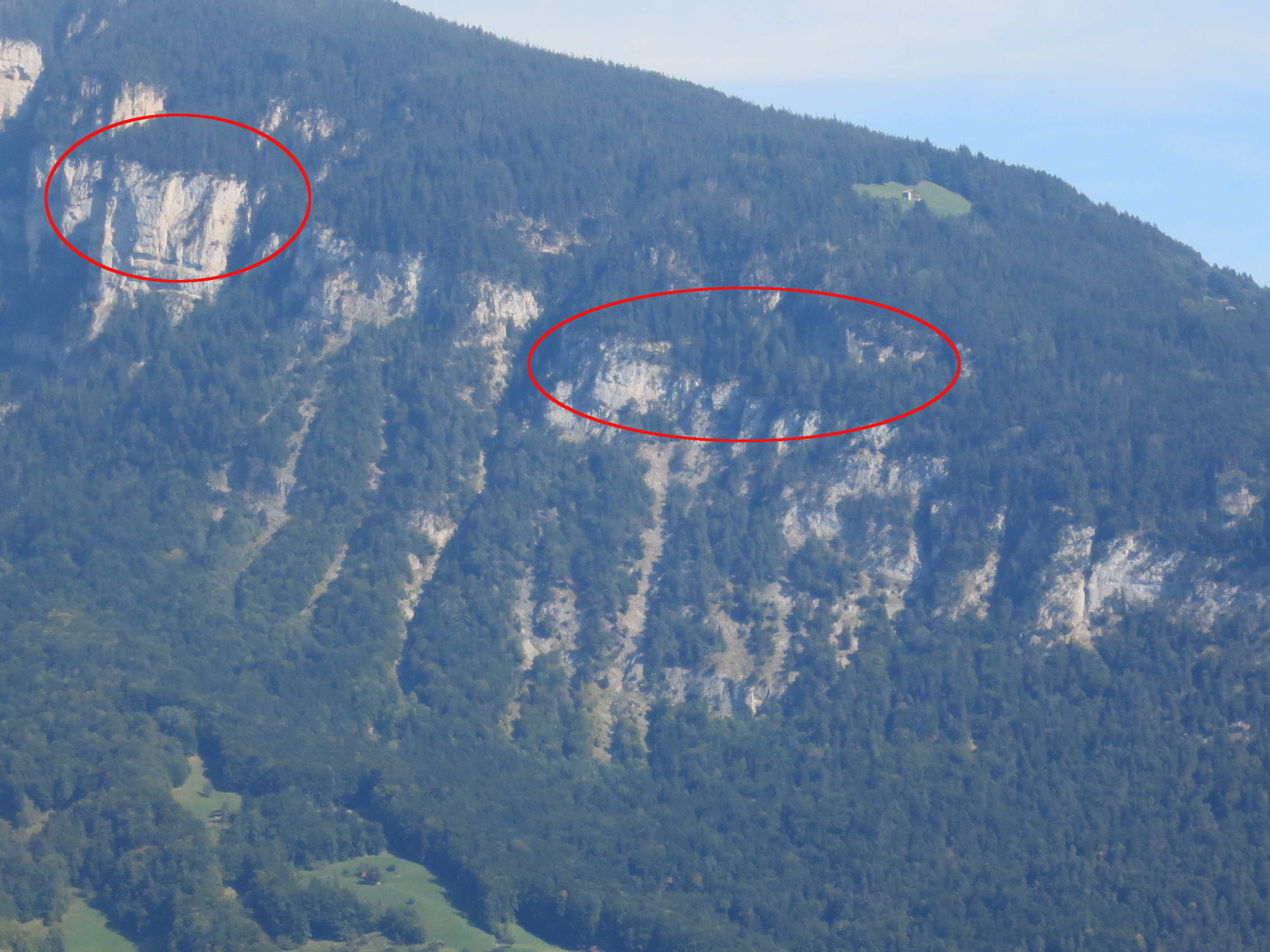
AW Legi (oben) und Waldbrand

Das Artilleriewerk Waldbrand (Armeebezeichnung A 1880) der Schweizer Armee befindet sich auf dem Gebiet der Gemeinden Beatenberg und Sigriswil am rechten Ufer des Thunersees im Berner Oberland. Die Anlage besteht aus den zwei Werken Waldbrand und Artilleriewerk Legi (A 1880-L) in der Felswand des Niederhorns oberhalb des Dorfes Merligen.
Das Werk gehörte zum Einsatzraum der 3. Division und ab 1947 der Reduitbrigade 21. Die Anlage wurde 1941–44 erstellt und 1998 ausser Dienst gestellt, das AW Legi 2005 rückgebaut.

## Geschichte
Den Anstoss zum Bau des Werks gab die von General Guisan befohlene neue Armeestellung im Reduit (Operationsbefehle Nr. 11, 12, 13). Die 3. Division (Berner Division) wurde von der Limmatstellung abgezogen und dislozierte vom Fricktal in den neuen Einsatzraum beidseits des Thunersees. 
Die 3. Division bildete mit Befehl vom März 1941 die Divisionsartilleriegruppen (Div Art Gr) I am rechten und II am linken Thunerseeufer. Die Anlage Waldbrand wurde der Schweren Motorisierten Kanonenabteilung 4 zugeteilt. 
Im Kalten Krieg wurde die Anlage durch die Festungsabteilung 14 (erhielt später die Nummer 24) und zuletzt durch Einheiten der Festungsartillerieabteilung 15 betrieben. 
Mit der Armee 95 wurde die Festung desarmiert und Ende 1998 ausser Dienst gestellt.

## Bau

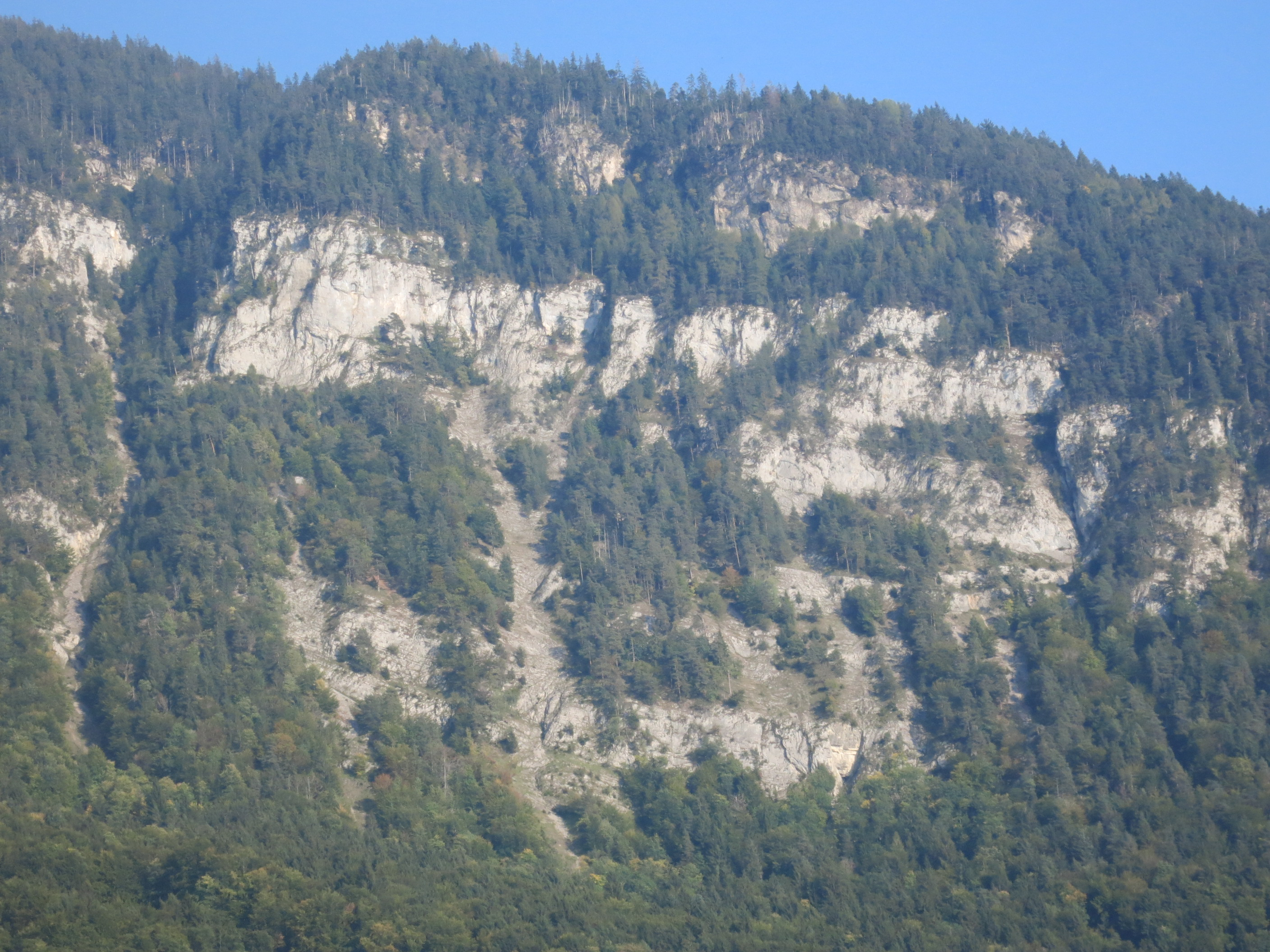
AW Waldbrand West und Ost

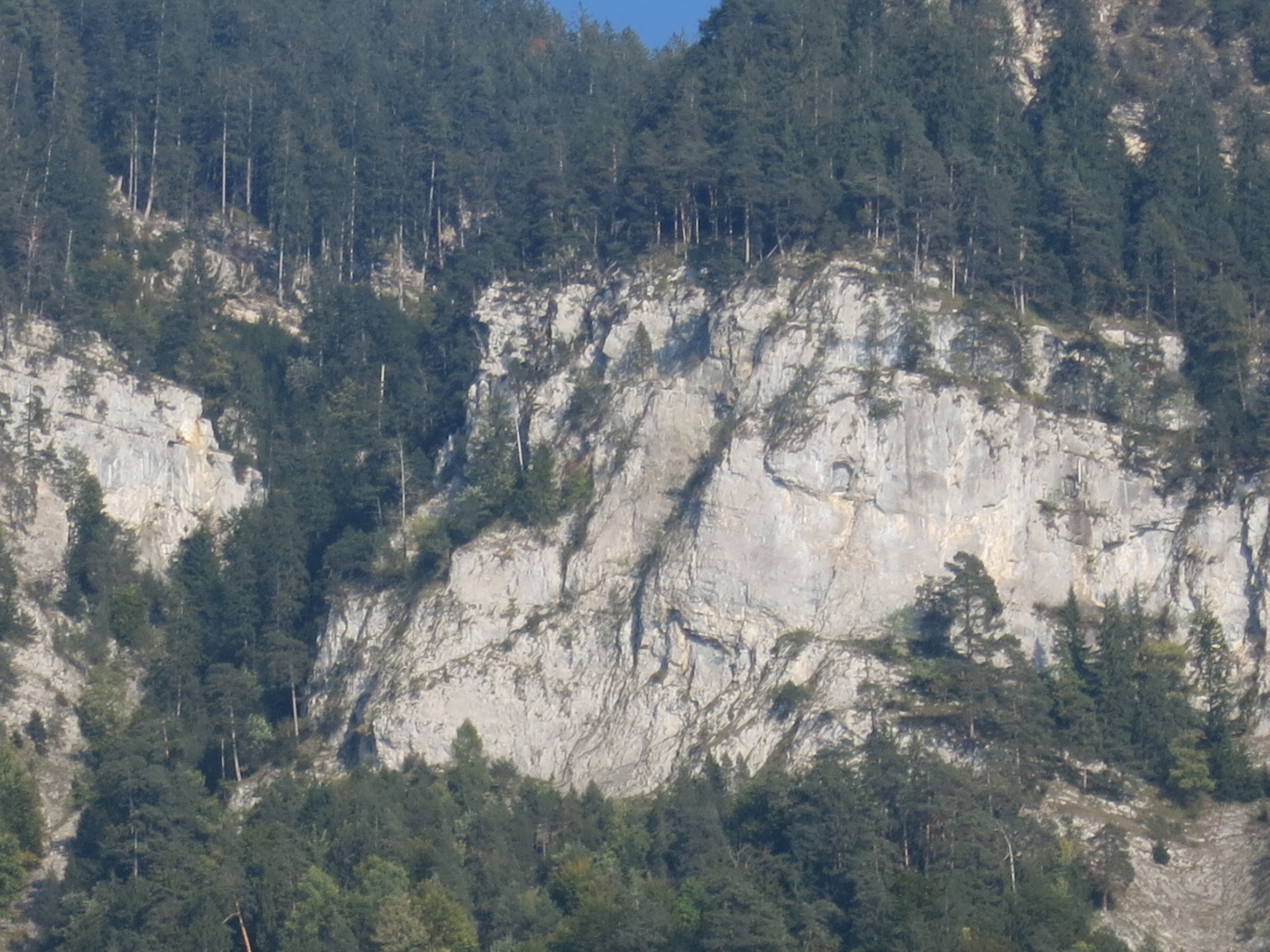
Waldbrand Scharten West: Geschütze R1–R3 und Infrastrukturteil

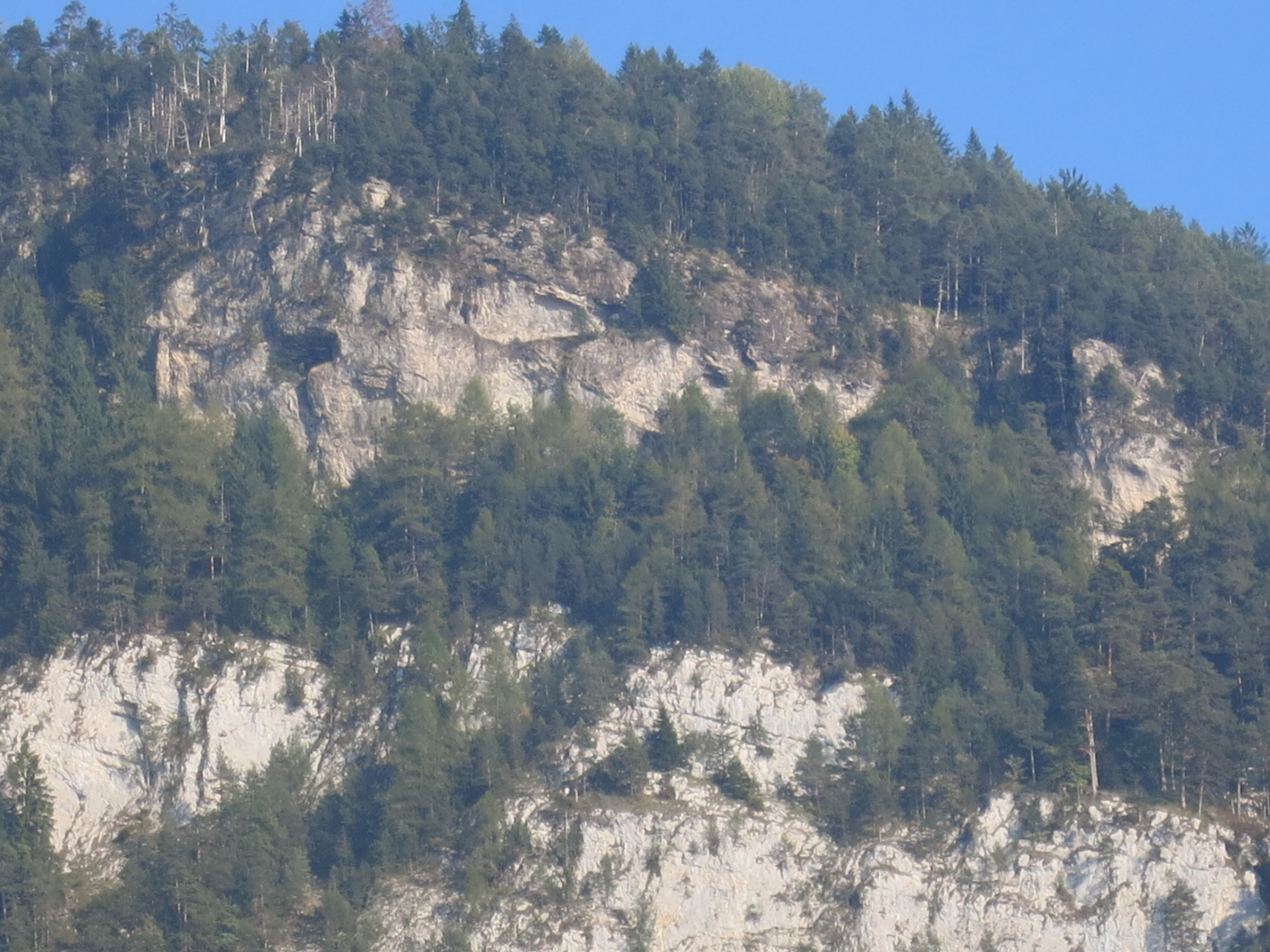
Waldbrand Scharten Ost: Geschütze L1–L5

Das Werk war ein Truppenwerk. Es war nicht durch das Büro für Befestigungsbauten (BBB) geplant und realisiert worden, sondern durch das Geniebüro der dort eingesetzten Truppe (3. Division). Waldbrand wurde als Kavernenanlage für mobile Geschütze konzipiert. Damit die mobilen Geschütze mit ihren schweren Zugfahrzeugen zirkulieren konnten, musste ein Zufahrtsstollen mit grossem Profil geplant werden. Im März 1941 wurde mit dem Bau begonnen und im Juni 1942 waren Zufahrtsstollen, Munitionskavernen und vier von acht Scharten soweit ausgebrochen. Im August 1942, nachdem die ersten Hebellafetten, die im Versuchsstand Hentschenried getestet worden waren, geliefert und Munition eingelagert wurde, hätte das Werk kriegsmässig Feuerunterstützung geben können. Die eigentliche Feuerbereitschaft erfolgte im Februar 1944. 
Der Ausbau von Kommandotrakt, Ess- und Schlafzimmer wurden im August 1947 an die Hand genommen. 1948 waren alle acht 10,5 cm Kanonen 35 L42 auf den bestehenden Hebellafetten eingebaut.
In den 1960er Jahren wurde die Anlage auf den heutigen Stand modernisiert. 1986/87 wurden Ventilation und AC-Schutzinstallationen nachgerüstet.

## Bewaffnung und Infrastruktur der Festung
Der Haupteingang befindet sich unterhalb der Strasse von Beatenberg Richtung Sigriswil. Die Geschützräume können vom Hauptstollen, der sich bogenförmig der Felswand anschmiegt, erreicht werden. Fünf 10,5 cm Kanonen 1935 L 42 auf Hebellafetten sind im vorderen Teil und drei im hinteren Teil der Anlage installiert. Dazwischen befinden sind die Unterkünfte und der Infrastrukturteil. Zwischen der Infrastruktur und den hinteren Geschützen ist der Zugangsstollen in das rund 90 Meter höher liegende Werk Legi.
- je acht Geschützbatterien (Waldbrand und Legi) mit eigenem Beobachter in erhöhter Position
- sechs Munitions- beziehungsweise Ladungsmagazine
- Geschützstände mit Frischluftgebläse statt Kollektivgasmasken
- Hauptstollen 400 m
- drei Sechszylinder-Dieselmotor (Saurer) für den Notstrom
- kleine Küche für beide Werke (drei Kippkessel und eine Kippbratpfanne)
- fünf Trinkwasserreservoirs für 500’000 Liter Trinkwasser (1942 100‘000 Liter, ein Tagesreservoir auf halber Höhe zum Werk Legi erzeugte den notwendigen Druck in den Leitungen)
- neun Offizierszimmer und Unteroffizierstrakt (51 Betten)
- zwei Mannschaftsschlafräume (66 und 34 Betten)
- Mannschaftstrakt (Hauptschlafraum 111 Betten, Gesamtbestand 450 Mann, 1942 = 266 Mann)
- Sanitätstrakt (8 Offiziers- und 14 Soldatenkrankenbetten)
- Operationssaal, Badewanne, Teeküche[1]

## Artilleriewerk Legi

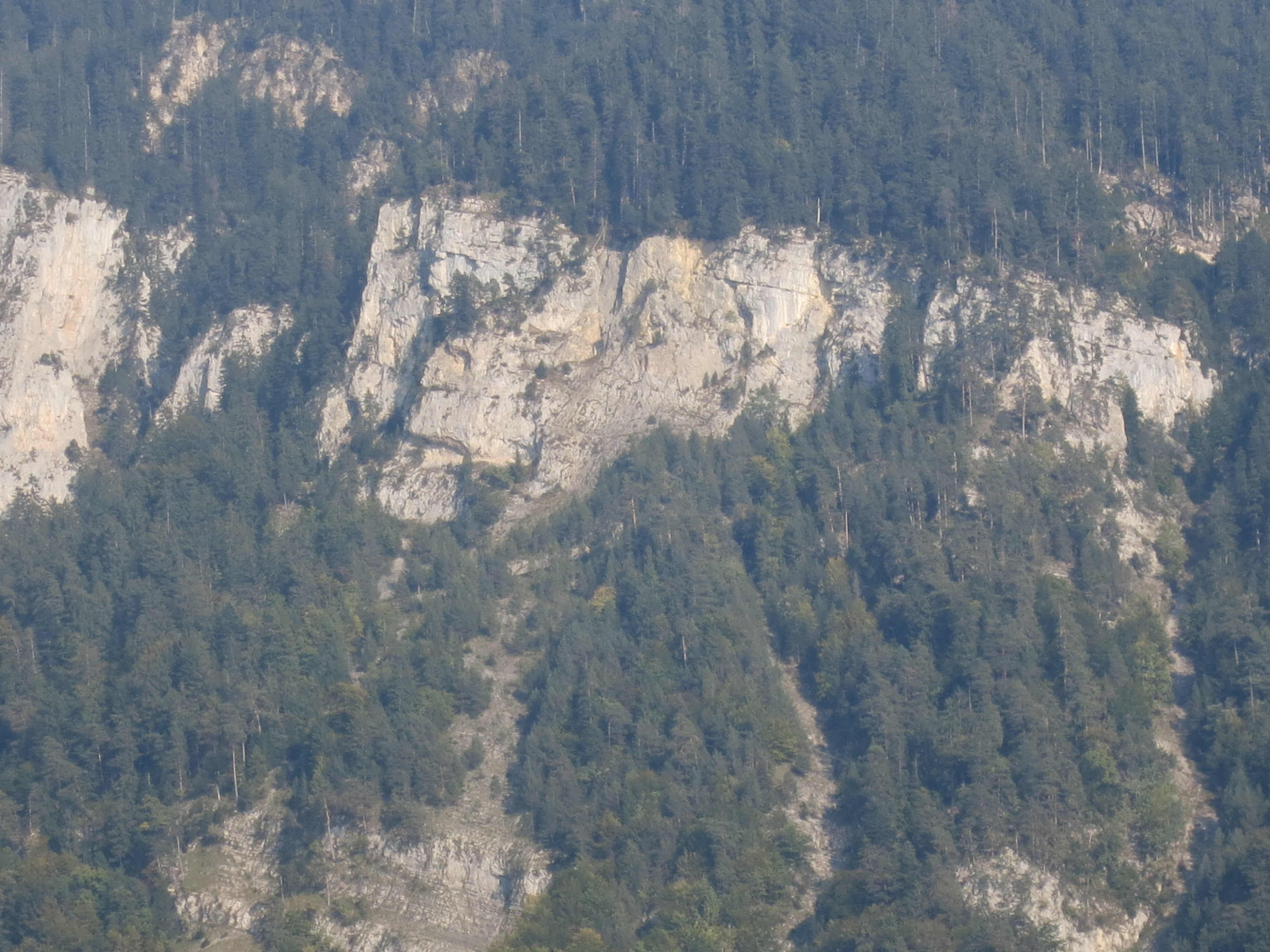
AW Legi: Scharten 1–8

Das Artilleriewerk (AW) Legi (Armeebezeichnung A1880-L) wurde vom 90 Meter unter ihm liegenden Werk Waldbrand aus versorgt (gemeinsame Küche). Das Kommando des AW Legi befand sich im AW Waldbrand. Der Transport erfolgte entweder mit der Verwundeten-Transportbahn für zwei Personen oder über 517 Treppenstufen. Für schweres Material (Munition usw.) war von der Grönstrasse nach den zwei Tunneln in Richtung Sigriswil eine Standseilbahn erstellt worden (die Hälfte der Geleise waren unterirdisch).
Die Bewaffnung umfasste acht 15 cm Feldhaubitzen 16 L14 auf Hebellafetten. Sie wurde vom Schweren Feldhaubitzenregiment 24 betrieben. Die Feuerkoordination erfolgte zentral vom Kommandoposten Heinrich aus.
Die Infrastruktur bestand aus vier Munitionsmagazinen, einem Notausgang, einer Unterkunft für 96 Soldaten und 12 Unteroffiziere, eine Feuerleitzentrale, ein Ventilationsraum, ein Materialmagazin sowie ein Wasserreservoir mit 10'000 Litern. Das Werk wurde Ende der 1980er Jahre desarmiert und bis Ende 2005 rückgebaut.

## Heute
2007 erhielt der private Käufer, die Festungsmuseum Waldbrand AG, die Bewilligung für die Umnutzung des Artilleriewerks Waldbrand als Festungs- und Militärmuseum. 
In den grossen Originalräumen wird neben der originalen Festungsinfrastruktur Armeematerial (Armeefahrzeuge, Waffensammlung), das einen Bezug zur Festung hat, gezeigt. Es finden fixe Führungstermine gemäss Website des Festungsmuseums und Gruppenführungen auf Voranmeldung statt. Am Westrand von Beatenberg (Flurnamen Waldbrand) führt ein unauffälliger Waldweg von der Dorfstrasse hinunter direkt vor den Eingang der Artilleriefestung Waldbrand ⊙. Parkplatz Koordinate: 624 191/171 389.